# 너에게 가는 속도 493KM
《너에게 가는 속도 493KM》는 2022년 4월 20일부터 2022년 6월 9일까지 방영된 KBS 2TV 수목 드라마이다.

## 기획 의도
싱그러운 스물다섯, 운동이 전부인 ‘박태양’ 선수와 운동이 직업인 ‘박태준’ 선수가 배드민턴 실업팀에서 벌이는 뜨거운 스포츠 로맨스 한 판

## 방송 시간
| 방송 채널 | 방송 기간                                            | 방송 시간                           | 방송 분량             |
| --------- | ---------------------------------------------------- | ----------------------------------- | --------------------- |
| KBS 2TV   | 2022년 4월 20일 ~ 2022년 4월 21일 [1회~2회] (본방송) | 수요일, 목요일 밤 9:50 ~ 11:10      | 80분 (중간 광고 포함) |
| KBS 2TV   | 2022년 4월 27일 ~ 2022년 6월 9일 [3회~16회] (본방송) | 매주 수요일, 목요일 밤 9:50 ~ 11:00 | 70분 (중간 광고 포함) |

## 제작진

### 제작사
- 주식회사 블리츠웨이스튜디오

### 제작
- 박재삼
- 김지우

### 책임 프로듀서
- 윤재혁 (KBS 드라마운영팀)

### 극본
- 허성혜 : ( KBS2 드라마스페셜 《마음을 자르다》(집필), KBS2 드라마스페셜 《가족의 비밀》(집필), KBS2 드라마스페셜 - 연작시리즈 《헤어샵》(집필), KBS2 드라마스페셜 《큐피트 팩토리》(집필), KBS2 드라마스페셜 《휴먼 카지노》(집필), KBS2 월화미니시리즈 《드림하이2》(공동집필), KBS2 월화미니시리즈 《태양은 가득히》(집필), tvN 금토미니시리즈 《내일 그대와》(집필) 등 집필 )

### 연출
- 조웅 : ( KBS2 드라마스페셜 《한 여름 밤의 꿈》(연출), KBS2 주말연속극 《아버지가 이상해》(프로듀서), KBS2 드라마스페셜 《까까머리의 연애》(연출), KBS2 월화드라마 《우리가 만난 기적》(공동연출), KBS2 수목미니시리즈 《저스티스》(공동연출) 등 연출 )

## 등장 인물

### 주요 인물
- 박주현 : 박태양 역 - 기대를 한 몸에 받았던 한때 스매시의 여왕, 올림픽 유망주. 태준의 연인이자 동료. 정환의 동료.
- 채종협 : 박태준 역 - 배드민턴 선수, 태양의 동료. 태양의 연인. 태양과 정환의 동료. 준영의 남동생.
- 박지현 : 박준영 역 - 전직 배드민턴 선수 출신, 태준의 누나. 정환의 옛연인. (6회, 8회 ~)
- 김무준 : 육정환 역 - 배드민턴 선수, 태준과 태양의 동료. 준영의 옛연인. 유민의 연인.
- 서지혜 : 이유민 역 - 배드민턴 선수, 정환의 연인. 태상의 딸.

### 팀 유니스 코치진
- 조한철 : 이태상 역 - 유니스 감독, 유민의 아버지.
- 인교진 : 주상현 역 - 유니스 코치
- 이서환 : 김시봉 역 - 유니스 트레이너

### 팀 유니스 선수들
- 최승윤 : 연승우 역 - 배드민턴 선수
- 조수향 : 이영심 역 - 배드민턴 선수, 이혼녀.
- 문동혁 : 고동환 역 - 배드민턴 선수
- 권소현 : 천유리 역 - 배드민턴 선수
- 빈찬욱 : 오선수 역 - 배드민턴 선수
- 전혜원 : 양성실 역 - 배드민턴 선수
- 이채민 : 이지호 역 - 배드민턴 선수

### 그 외 사람들
- 전배수 : 박만수 역 - 태양의 아버지
- 이지현 : 조향숙 역 - 준영, 태준 남매의 어머니
- 성기윤 : 박남구 역 - 준영, 태준 남매의 아버지
- 박두식 : 구혁봉 역
- 미상 : 박태양의 친어머니 역
- 표영서 : 황시은 역
- 장원혁 : 이재식 역

### 특별출연
- 김현주 : 유니스의 사장 역
- 진선규 : 횟집 사장 역

## 수상 경력
- 2022년 KBS 연기대상 남자 신인상 (채종협)

## 시청률
최저 시청률과 최고 시청률은 시청률 조사회사와 지역별로 시청률에 차이가 있을 수 있습니다.
| 2022년 | 2022년   | 2022년         | 2022년       |
| 회차   | 방송일   | AGB 시청률     | AGB 시청률   |
| 회차   | 방송일   | 대한민국(전국) | 서울(수도권) |
| ------ | -------- | -------------- | ------------ |
| 제1회  | 4월 20일 | 1.9%           | -            |
| 제2회  | 4월 21일 | 1.8%           | -            |
| 제3회  | 4월 27일 | 1.7%           | -            |
| 제4회  | 4월 28일 | 1.5%           | -            |
| 제5회  | 5월 4일  | 1.2%           | -            |
| 제6회  | 5월 5일  | 1.2%           | -            |
| 제7회  | 5월 11일 | 1.4%           | -            |
| 제8회  | 5월 12일 | 1.6%           | -            |
| 제9회  | 5월 18일 | 1.1%           | -            |
| 제10회 | 5월 19일 | 1.1%           | -            |
| 제11회 | 5월 25일 | 1.3%           | -            |
| 제12회 | 5월 26일 | 1.0%           | -            |
| 제13회 | 6월 1일  | 1.8%           | -            |
| 제14회 | 6월 2일  | 1.4%           | -            |
| 제15회 | 6월 8일  | 0.9%           | -            |
| 제16회 | 6월 9일  | 1.3%           | -            |

## 참고 사항
- 조한철과 최승윤은 2020년에 방송된 tvN 수목드라마 《메모리스트》 이후로 2년만에 재회하는 작품이다.
- 채종협과 김무준은 2021년에 방송된 JTBC 토요드라마 《알고있지만,》 이후로 8개월만에 재회하는 작품이다.

## 동일 소재 드라마
- 스토브리그 (SBS 금토 드라마 - 2019년 하반기 방영작)
- 라켓소년단 (SBS 월화 드라마 - 2021년 상반기 방영작)

## OST
- Part.1 백아연 - 당신의 밤이 그만 불안하기를 (2022.04.21 발매)
- Part.2 윤딴딴 - 말할 수 없는 비밀 (2022.04.22 발매)
- Part.3 케빈 (T1419) - Flyin (2022.04.28 발매)
- Part.4 진호 (펜타곤) - 이 순간을 간직해 (2022.05.04 발매)
- Part.5 JT&MARCUS - 문이 열리면 (2022.05.05 발매)
- Part.6 전상근 - 먼 훗날에 (2022.05.11 발매)
- Part.7 사이로 (415) - 너의 곁으로 (2022.05.12 발매)
- Part.8 리사 - Don't walk away (2022.05.18 발매)
- Part.9 송선 - Something (2022.05.19 발매)
- Part.10 박장현 (브로맨스) - 시간 (2022.05.25 발매)
- Part.11 박주현 - 나만의 계절 (2022.05.26 발매)
- Part.12 용훈 (원위) - Diamond (2022.06.01 발매)
- Part.13 릴리안 - Here you are (2022.06.08 발매)